# Kurtzia
Kurtzia is een geslacht van weekdieren uit de klasse van de Gastropoda (slakken).

## Soorten
- Kurtzia aethra (Dall, 1919)
- Kurtzia arteaga (Dall & Bartsch, 1910)
- Kurtzia elenensis McLean & Poorman, 1971
- Kurtzia ephaedra (Dall, 1919)
- Kurtzia granulatissima (Mörch, 1860)
- Kurtzia humboldti McLean & Poorman, 1971